# Giuseppe Lepori
Giuseppe Lepori (Massagno, 2 giugno 1902 – Seravezza, 6 settembre 1968) è stato un avvocato, politico e giornalista svizzero.
Uomo politico di spiccata personalità, affiliato al Partito Conservatore Democratico Ticinese oggi denominato Partito popolare democratico.
Eletto al Consiglio federale svizzero il 16 dicembre 1954, ha ricoperto la carica fino al 31 dicembre 1959. Nel suo periodo di nomina diresse il Dipartimento delle poste e delle ferrovie.

## Opere
Giurista, politico e letterato è autore delle seguenti opere:
- Le canzoni del fauno. Trenta e una poesia e dieci prose, Grassi, Lugano 1928;
- Nulla accade. Novelle, Istituto Editoriale, Milano 1963;
- Diritto costituzionale ticinese, Grassi, Bellinzona 1989;
- Questo Ticino. Esplorazioni nel tempo e nello spazio, Editions Générales S.A., Ginevra 1963; riedizione Edizioni Casagrande, Bellinzona 1990.